# Circulation alternée
Cet article concerne l´alternance du sens de circulation. Pour l’alternance du droit de circuler, voir Mesures de restriction de la circulation routière.

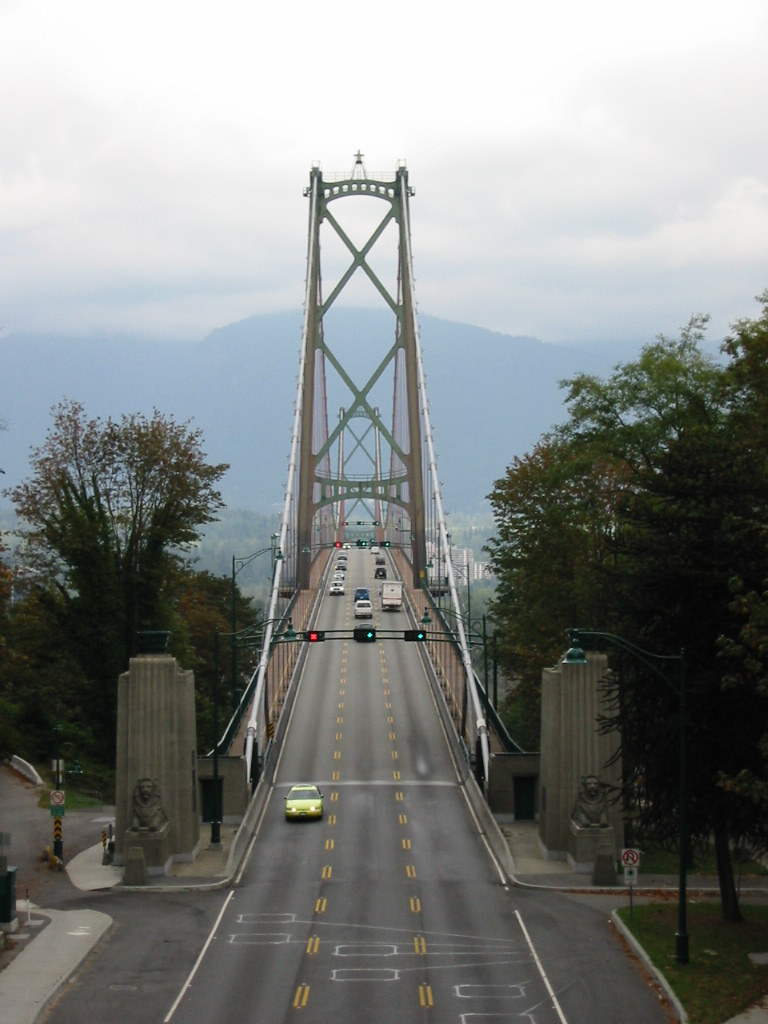
Voies bidirectionnelles sur le Lion's Gate Bridge de Vancouver

La circulation alternée concerne des restrictions de circulation sous la forme  d’une alternance du sens de circulation sur un segment du réseau routier, fluvial ou ferré.

## Description
Les restrictions sont fondées sur une interdiction de circulation dans un sens donné pour une durée limitée (de quelques minutes à plusieurs heures). L'usage de la voie se fait alors à sens unique, avec alternance du sens. 
Cette circulation est pratiquée sur des ponts à voie unique, des portions de voies en travaux ou étroites rendant les croisements dangereux, des voies bidirectionnelles d'autoroutes, de ponts ou de tunnels, avec une ou plusieurs voies de circulation réversibles en fonction de l'importance du trafic dans un sens donné. Un signal bicolore (vert ou  rouge) indique alors s'il est possible, ou non, d'utiliser la voie. Cette restriction peut ne s'appliquer que pour des véhicules à gros gabarit comme les camions ou les bus (cas par exemple pour certains tunnels). Si cette circulation alternée s'applique principalement à la circulation routière, elle existe également pour les circulations ferrée et fluviale. 

## Réseau routier

### Travaux et manifestations
Un tronçon de route en travaux, qui ne permet le passage des véhicules que sur une voie, est souvent mis en circulation alternée. Des feux ou des employés sont placés aux deux extrémités et gèrent le trafic. C'est le cas aussi quand une manifestation sportive ou autre empêche l'accès normal aux routes.
Par exemple, une circulation alternée a été mise en place durant les travaux de rénovations du Pont Caquot en Haute-Savoie, en 2010.

### Cols, gorges, ponts
La circulation sur les routes de montagne où le croisement est dangereux ou impossible est parfois limitée sur une base horaire. Par exemple le Passo San Boldo en Vénétie et le pont de l'Abîme en Haute-Savoie ne peuvent être empruntés que de manière alternée.
Des lieux présentant un grand intérêt touristique et un trop grand nombre de véhicules peuvent aussi connaître la circulation alternée. Par exemple les gorges de Galamus dans les Pyrénées-Orientales (tous les jours en été de 13h à 19h), ainsi que l’accès au Monastère Saint-Jean de la Peña en Espagne.

### Voies bidirectionnelles
Des autoroutes, des ponts ou des tunnels comprennent une ou plusieurs voies de circulation réversibles qui sont attribuées dans l'une ou l'autre direction selon l'importance du trafic.
La plus longue route totalement réversible se trouve au Brésil, entre São Paulo et la mer (58,5 km). Elle compte 10 voies en 4 groupes (3+3+2+2), chacun des groupes pouvant être inversé.
En France, il existe un unique cas depuis 2010 : les 3 voies du pont de Saint-Nazaire sont autorisées à la circulation dans un sens ou dans l'autre selon l'état du trafic, d'événements climatiques et de la maintenance.

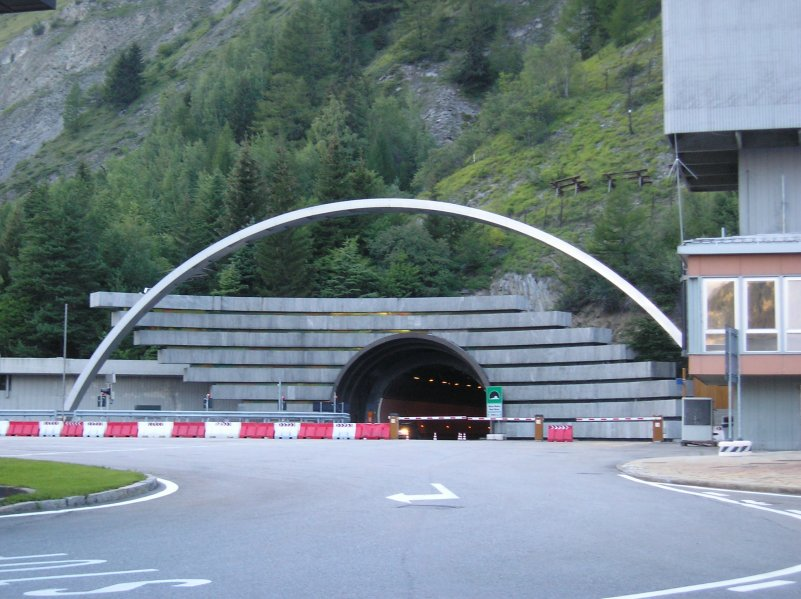
Tunnel du Mont-Blanc

### Camions
Dans les tunnels alpins où la densité des véhicules est strictement contrôlée, les camions ne sont parfois autorisés à circuler que de manière « alternée ». C'était le cas au tunnel routier du Gothard en 2002 : circulation alternée toutes les deux heures le matin et toutes les quatre heures l'après-midi. À la suite de la catastrophe dans le tunnel du Mont-Blanc en 1999, la circulation des camions a aussi été « alternée » jusqu'en mars 2003.

### Mobilité
Certaines villes comme Barcelone et Caluire (Métropole de Lyon) pratiquent des restrictions de la circulation qui varient selon les heures de la journée, c'est le concept de « site propre à gestion alternée ». Le but peut être de faciliter tour à tour : le stationnement des résidents la nuit, les livraisons le matin, et la circulation des voitures ou des transports publics dans la journée. À Caluire, les bus circulent sur le site propre en direction du centre ville le matin, et le soir vers la périphérie. Chambéry envisage de faire de même.

L'idée est de partager la voirie équitablement dans le sens le plus opportun, selon les moments.

## Voies fluviales

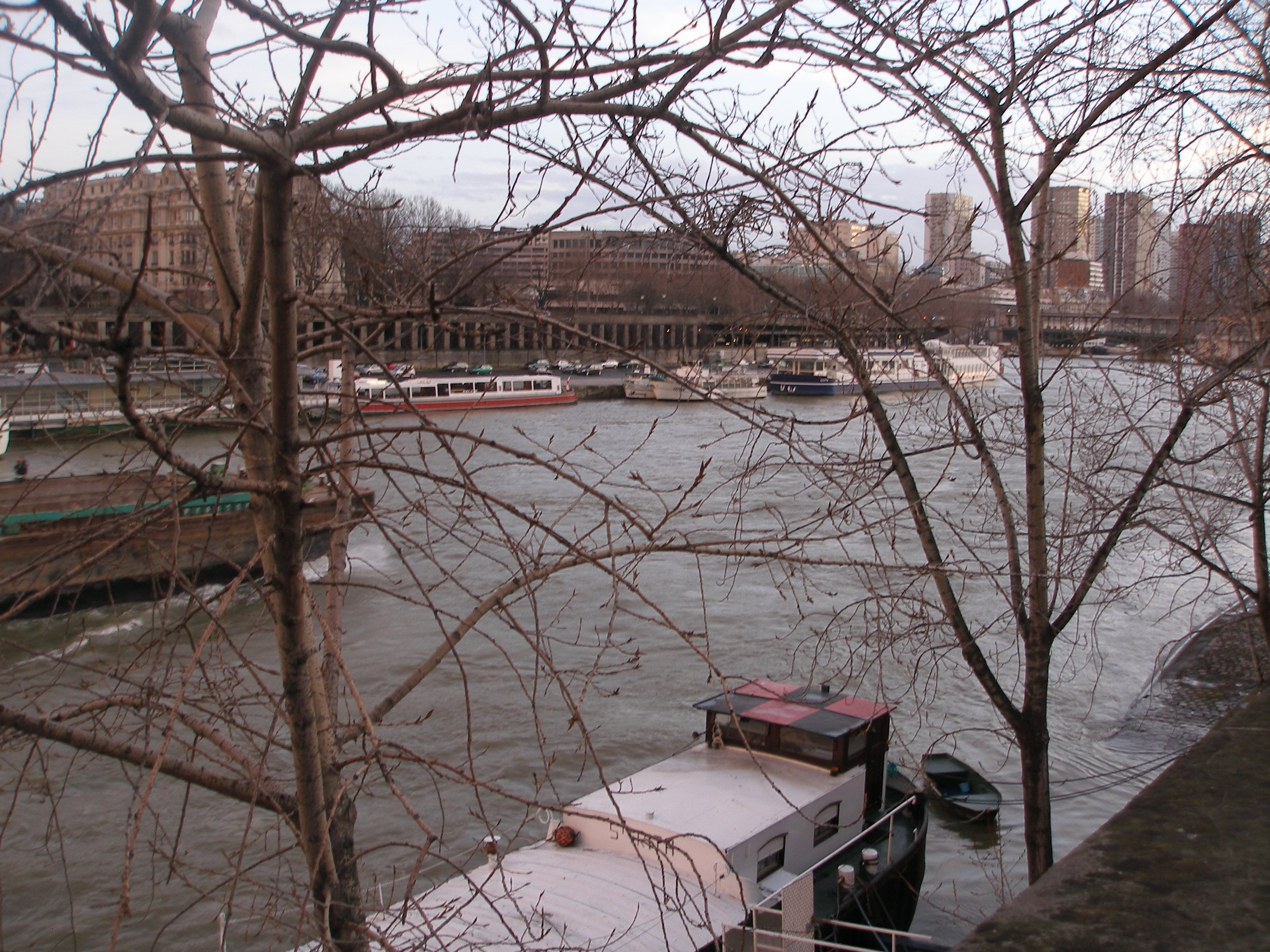
La Seine à Paris

Le canal de Suez fonctionne sur le mode de la circulation alternée.
Une circulation alternée régit la traversée de Paris sur la Seine, sur le grand bras entre le pont de Sully et le pont au Change. Chaque heure pleine permet le passage dans chaque sens durant 15 à 20 minutes.

## Voies ferrées
Dans le cas d'une voie unique, il est nécessaire d'utiliser la circulation alternée. Un feu bicolore (vert et rouge) indique s'il est possible de s'engager sur la voie sans danger.